# Hemicordulia mumfordi
Hemicordulia mumfordi – gatunek ważki z rodziny szklarkowatych (Corduliidae).